# La Caldera

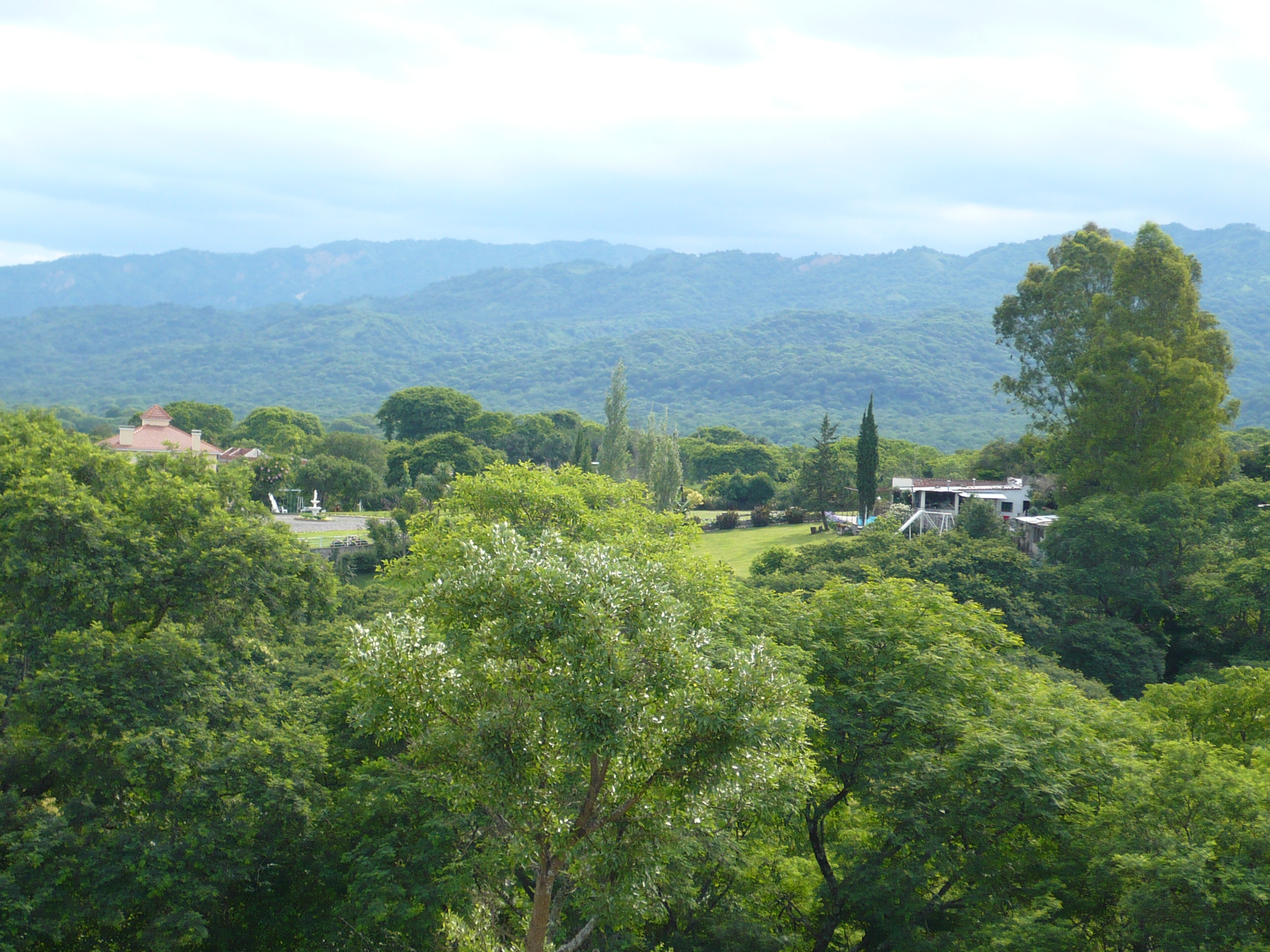
La Caldera.

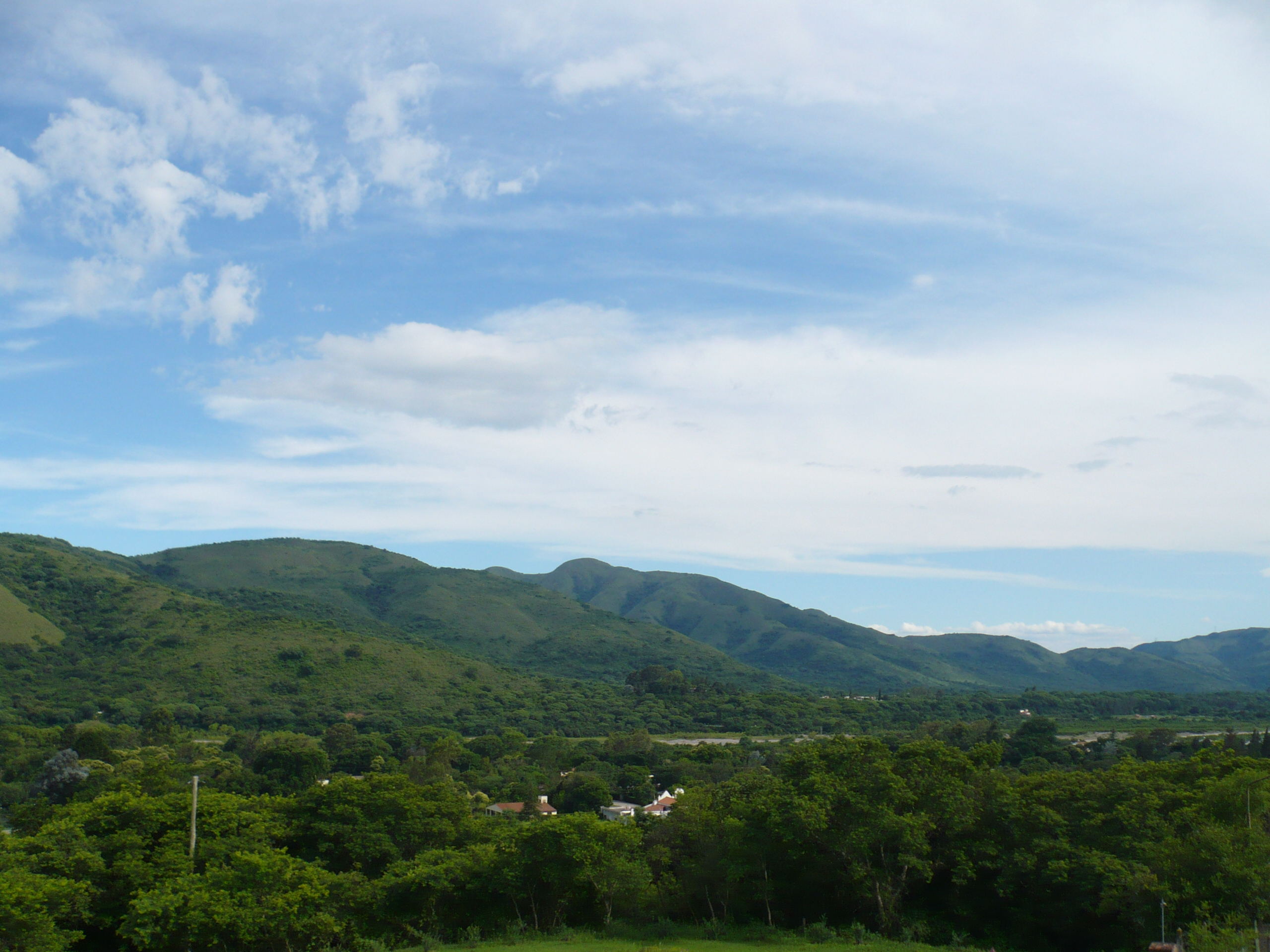
Vista de La Caldera desde el Cristo de la localidad.

La Caldera es una pequeña localidad, cabecera  del departamento homónimo,  provincia de Salta, en el noroeste de Argentina.
A 25 km en dirección norte de la ciudad de Salta, por la  RN 9 (km 1.623).

## Población
Contaba con 1,565 habitantes (Indec, 2001), lo que representa un incremento del 94,1% frente a los 806 habitantes (Indec, 1991) del censo anterior.

## Toponimia
Existen dos versiones respecto a su nombre:
el primero dice ser de un misionero jesuita de apellido Caldera y el segundo a una fundición de plomo, la que poseía una fuente de agua, asemejándose a una caldera.

## Turismo

### Fiesta nacional de la Chicha
Todos los años durante el mes de marzo se lleva a cabo el Festival Nacional de la Chicha.
Este festival ha logrado insertarse dentro del calendario de los más importantes festivales folclóricos del país.
Se realiza en un predio cubierto, donde puede disfrutarse de las comidas regionales, montas, baile popular y de artistas nacionales destacados.
Tiene una amplia cobertura a través de los medios masivos, tanto televisivos como radiales y gráficos como así también puede seguirse en vivo a través de Internet.
A través de esta fiesta popular puede disfrutarse de costumbres netamentes indígenas, donde se hace presente la música, sus costumbres y raíces, como así también de una muy buena gastronomía salteña.

### Cristo penitente

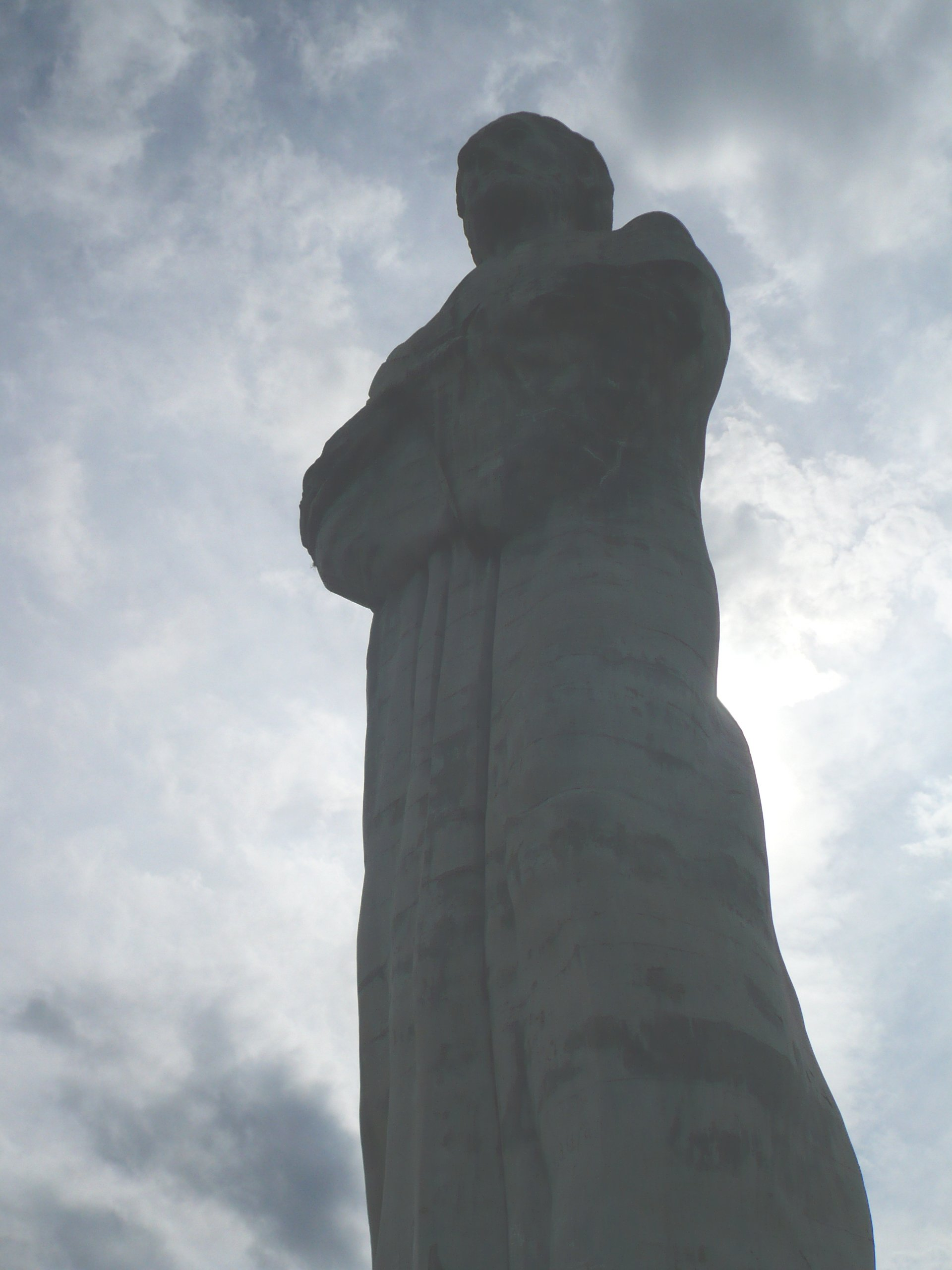
Cristo penitente del reconocido escultor Juan Carlos Iramain, en la Caldera.

Consiste en una estatua gigante representando a Jesucristo con una masa de 16 t y una altura de 22 m.
Esta obra la realizó el artista plástico tucumano Juan Carlos Iramain, la que fuera solicitada por el entonces gobernador Ricardo J. Durand; fue inaugurada en 1969.

### Iglesia
Data de 1760

### Dique Campo Alegre

Salta-Jujuy por Ruta Nacional 9 (camino de cornisa que atraviesa las Yungas).

El embalse Campo Alegre Ing. Alonso Peralta es un lago artificial, ubicado a 5 km del pueblo de la Caldera, cuyas aguas están destinadas al regadío de sembrados y como reserva de agua de la Ciudad de Salta.
Fue construido a principios de los 70s. Ubicado a unos 1421 m s. n. m., circundado por cerros y quebradas, se accede por un camino de montaña a la vera del río Caldera por la RN 9 hacia la Provincia de Jujuy (aproximadamente a 30 km de la capital salteña).
Este embalse y todo su entorno aparecen aptos para el desarrollo de actividades deportivas, entre las que sobresalen la navegación a vela, pesca deportiva, deportes náuticos, senderismo y cabalgatas por sus alrededores.

### Camping Municipal Santa Mónica Quitilipi
Se ubica sobre la costa del río Caldera, y a 9 km de la represa de Campo Alegre.

## Clima
A 1.500 m s. n. m. el clima predominante es el de subtropical serrano. Los inviernos son pocos fríos y sin nieve y relativamente secos, la primera cualidad acentuada por la altitud. Los veranos, por el contrario, son cálidos y húmedos, lo que propicia el desarrollo del bioma de yungas. Con gran amplitud térmica a lo largo de todo el año, la temperatura desciende considerablemente hacia la noche.

## Defensa Civil

### Sismicidad
La sismicidad del área de Salta es frecuente y de intensidad baja, y un silencio sísmico de terremotos medios a graves cada 40 años.
- Sismo de 1930: aunque dicha actividad geológica catastrófica, ocurre desde épocas prehistóricas, el terremoto del 24 de diciembre de 1930 (94 años),[4] señaló un hito importante dentro de la historia de eventos sísmicos salteños, con 6,4 Richter. Pero nada cambió extremando cuidados y/o restringiendo códigos de construcción.[3]
- Sismo de 1948: el 25 de agosto de 1948 (76 años) con 7,0 Richter, el cual destruyó edificaciones y abrió numerosas grietas en inmensas zonas[4][3]
- Sismo de 2010: el 27 de febrero de 2010 (15 años) con 6,1 Richter